# 波隆尼瓶
波隆尼瓶（Bologna bottle，Bologna，音/bəˋlonɪ/），是一種具有類似強化玻璃性質的玻璃瓶。
在玻璃瓶製造過程的冷卻階段，將瓶子外層玻璃迅速冷卻，而讓內層緩慢降溫。由於內外層玻璃冷卻速度不同，導致內層與外層玻璃產生不同應力，外層玻璃形成壓應力（compressive stress），而內層玻璃呈現拉應力（tensile stress），於是製成所謂的波隆尼瓶。
由於這種特殊的冷卻方式，使波隆尼瓶外層可以承受極重的敲擊力而不破；但內層只要受到一點輕微的震動或刮痕，即可導致瓶子瞬間破裂。由於這種特性，波隆尼瓶常被用來做玻璃物理性的展示或魔術表演。
波隆尼瓶與魯珀特之淚具有相同的物理原理。

## 歷史
在1740年代波隆尼瓶即已存在，由這種瓶子是在義大利的波隆那（Bologna）發現的，因此被稱為 Bologna bottle。當時玻璃工匠吹製波隆尼瓶的方法，是在玻璃瓶吹好之後馬上放在空氣中冷卻，而不是放回爐子裡面降溫（退火）。當時人們發現用這種方法做出的玻璃瓶都有一個特殊的現象，就是即使玻璃瓶從高處掉到磚頭地面，瓶身仍可保持完整不破，但如果將一小塊燧石放到瓶子裡面，瓶身馬上破裂。
雖然這種瓶子可以抵擋強大外力，卻因為內部極為脆弱的缺點，波隆尼瓶並未真正被拿來使用。

## 外部連結
- IMG 1429 Broadband Making a bologna bottle by flameworking
- Bologna Bottle and Glass Demonstration - www.propdog.co.uk. （页面存档备份，存于）
- Bologna Phial Break （页面存档备份，存于）